# 西贡商业银行
西貢商業銀行（簡稱SCB）是越南一家股份制商業銀行，總部位於胡志明市。該行於2012年由三家銀行合併而成，曾是越南資產規模最大的商業銀行之一。

## 歷史
SCB於2012年1月1日由越南第一銀行（Ficombank）、信義銀行（TinNghia Bank）和原西貢商業銀行（SCB）三家銀行合併而成。合併後的SCB總部設於胡志明市阮惠大道的Bitexco辦公大樓。截至2021年9月30日，SCB的總資產超過6,732.76兆越南盾，註冊資本超過20,020億越南盾。該行在越南全國擁有廣泛的分行網絡，提供零售銀行、企業銀行、投資銀行等多項金融服務。

## 爭議事件

### 張美蘭金融詐騙案
2022年10月，越南房地產開發商萬盛發集團（Vạn Thịnh Phát Group）董事長張美蘭因涉嫌金融詐騙被捕。調查發現，張透過控制SCB，利用空殼公司申請虛假貸款，從2012年至2022年間非法挪用超過304兆越南盾（約合125億美元）。此案被認為是東南亞歷史上最大的金融詐騙案之一。
張美蘭於2024年4月被判處死刑，並被要求償還至少三分之二的挪用資金以避免執行死刑。該案引發了越南全國對金融監管和銀行業治理的廣泛關注。

### 銀行擠兌與抗議活動
張美蘭被捕後，引發了SCB的存戶恐慌，導致大規模擠兌事件。許多存戶在SCB各地分行前排隊提取存款，部分地區甚至出現抗議活動，要求銀行退還存款。越南國家銀行為穩定金融市場，對SCB實施特別監管，並提供超過240億美元的緊急貸款支援。

## 圖片
- 西貢商業銀行總部
- 民眾在阮惠步行街前抗議SCB